# قاعده عملگرایی
قاعده عملگرایی (به انگلیسی pragmatic maxim, maxim of pragmatism و maxim of pragmaticism) قاعده منطقی است که توسط چارلز سندرز پیرس تنظیم شده‌است. قاعده عملگرایی به عنوان یک توصیه هنجاری یا یک اصل تنظیم‌گر در علم هنجاری منطق عمل می‌کند. کارکرد این قاعده هدایت سلوک اندیشه در جهت دستیابی به هدف خود، یعنی توصیه به یک روش بهینه برای "دستیابی به وضوح درک (دریافت)" است. عبارت اصلی این قاعده هنگامی که سال ۱۸۷۸ بیان شد و هنوز نامگذاری نشده بود در اینجا ذکر شده‌است: 
 بنابراین، به نظر می‌رسد که قانون دستیابی به درجه سوم وضوح ادراک به شرح زیر است: این را در نظر بگیرید که از آنچه ما هدف مفهوم‌سازی خود قرار می‌دهیم، چه اثراتی ممکن است ارتباط عملی داشته باشد. آنگاه، مفهوم‌سازی ما از این تأثیرات، کل تصور ما از هدف مفهوم‌سازی است.
(پیرس در صفحه ۲۹۳ از " چگونه ایده‌هایمان را شفاف کنیم ")، ماهنامه پاپیولار ساینس، شماره ۱۲، صص ۲۸۶–۳۰۲. تجدید چاپ گسترده، از جمله مجموعه مقالات چارلز سندرز پیرس (CP) در مقابل ۵، بندهای ۳۸۸–۴۱۰.)

## هفت راه برای نگرش به قاعده عمل‌گرایی
پیرس قاعده عملگرایی را در سالهای مختلف به طرق مختلف متفاوت بیان کرد که هر کدام کمی از وضوح یا تصحیح به بدنه جمعی این قاعده اضافه می‌کنند.
- اولین گزیده در قالب یک مدخل فرهنگ لغت ظاهر شد که عملگرایی را به عنوان عقیده‌ای تعریف می‌کند که به کاربرد قاعده عملگرایی به عنوان توصیه ای در مورد چگونگی روشن سازی معنا تمایل دارد.

 عمل گرایی. این عقیده که متافیزیک می‌تواند تا حد زیادی شفاف شود اگر از قاعده زیر برای دستیابی به وضوح درک استفاده شود: در نظر بگیرید که هنگامی که ما مفهوم شیئ مدنظر خود را تصور می‌کنیم چه اثراتی، ممکن است بار عملی داشته باشد. سپس، مفهوم سازی ما از این تأثیرات، کل تصور ما از آن شیئ است.
(پیرس، ۱۹۰۲، " عمل گرایی و پراگماتیسم " در فرهنگ لغت فلسفه و روانشناسی، از جمله نقل قول خودش از سال ۱۸۷۸، " چگونه ایده‌های خود را پاک کنیم " در ماهنامه علوم عامه پسند ۱۲، صص ۲۸۶–۳۰۲. در CP 5.2 چاپ شده‌است).
- گزیده دوم، قاعده عملگرایی را (با تأکیدهای اضافه شده بر روی فرم‌های کلمه "تصور(conceive)") به مثابه توصیه‌ای به شما به عنوان مخاطب معرفی می‌کند، یعنی موضوع این قاعده را این معرفی می‌کند که چگونه می‌توانید مفهوم‌سازی‌های خود را روشن کنید، به صورتی که روی تعمیم‌پذیری عمل گرایی تأکید دارد:

 عملگرایی ابتدا به شکل یک قاعده به شرح زیر بیان شد: در نظر بگیرید هنگامی که اشیایی که قصد تصور آن‌ها را دارید در شیوه تصور شما چه اثراتی از شیئ ممکن است پیامدهای‌هایی داشته باشند. سپس، مفهوم‌سازی شما از آن پیامدها و تأثیرات، کلیت تصور شما از شیئ است. 
 من این را طوری دیگر بیان خواهم کرد، زیرا اغلب می‌توان بعضی از عوامل سرگشتگی غیرمنتظره برای خواننده را از بین برد. این بار این قاعده باید در حالت دلالتی قرار گیرد، بدین شرح: کل مفاد فکری هر نمادی درکل حالت‌های کلی رفتار عقلانی متبلور است که بسته به همه موقعیت‌ها و خواسته‌های مختلف ممکن، به واسطه پذیرش آن سمبل نتیجه حاصل می‌شود.
(پیرس، ۱۹۰۵، از "مسائل مربوط به عمل گرایی") در فیلم " Monist v." شانزدهم، ن. ۴، صص ۴۸۱–۴۹۹، صص. 481 از طریق Google Books و از طریق بایگانی اینترنت. چاپ شده در CP 5.438.)
- گزیده سوم معنای «بار عملی» (practical bearing) را برجسته می‌کند و از این طریق بیانی جایگزین از قاعده ارائه می‌دهد. این نوع استدلال و همه استدلالهای مشابه حول این ایده می‌گردند که کسی که انواع خاصی از انتخاب‌های ارادی را اعمال می‌کند، در عوض، انواع خاصی از ادراک اجباری را تجربه خواهد کرد. اکنون این نوع ملاحظات- که برخی از خط‌های رفتاری مستلزم انواع خاصی از تجربیات اجتناب ناپذیر هستند - ملاحظات عملی (practical consideration) تلقی می‌شود. این قاعده را به عنوان یک باور عملی توجیه می‌کند، که:

 برای مشخص کردن معنای یک مفهوم‌سازی فکری، باید در نظر داشت که چه پیامدهای عملی می‌تواند از حقیقت آن مفهوم سازی منتج شود - و جمع این پیامدها کل معنای مفهوم‌سازی را تشکیل می‌دهد. 
(پیرس، ۱۹۰۵، CP 5.9 .)
- گزیده چهارم یکی دیگر از کوششهای پر شمار پیرس برای قابل فهم کردن فلسفهٔ عمل گرایی از طریق تنظیم دوباره قاعده عمل‌گرایی است. وی با معرفی این نسخه، به منتقدان آینده خود می‌پردازد که اعتقاد دارند که یک قاعده اکتشافی، که خود را به یک روال منطقی پیش پا افتاده مشغول می‌کند، نمی‌تواند مبنای کافی برای کل یک فلسفه را شکل دهد. وی اظهار داشت که منتقدین ممکن است احساس کنند که او عملگرایی را «به جای یک اصل عالی از فلسفه نظری (speculative philosophy) صرفاً یک قاعده منطقی» معرفی می‌کند. او برای تحقق جایگاه بهتر فلسفی، تلاش می‌کند تا عملگرایی را به شکل یک قضیه فلسفی قرار دهد:

 عملگرایی این اصل است که هر داوری نظری که در یک جملهدر وجه اخباری قابل بیان باشد، نوعی پندار مغشوش است که تنها معنی آن، اگر اصلاً معنایی داشته باشد، در گرایش آن به اعمال یک قاعده عملی متناظر نهفته‌است که به صورت یک جمله شرطی که بند شرط (به انگلیسی apodosis) آن در وجه امری موجود است قابل بیان است. 
(پیرس، ۱۹۰۳، از سخنرانی در مورد پراگماتیسم، CP 5.18، همچنین در پراگماتیسم به عنوان یک اصل و روش تفکر صحیح: سخنرانی‌های هاروارد در سال ۱۹۰۳، «سخنرانی در مورد عملگرایی» ، ص ۱۱۰، و در Essential Peirce v. 2، صفحه ۱۳۴–۵)
- گزیده پنجم از طریق شفاف سازی اضافی مفید واقع می‌شود، و با هدف اصلاح انواع سوء تفاهم‌های تاریخی در انتقال معنای مورد نظر از قاعده عمل‌گرایی انجام گرفته‌است. پیرس در بیان دلیل منشأ چنین سوء تفاهم، به جوانی خود اشاره می‌کند (اما اعتراف را به عنوان سوء برداشت از خودش پنهان می‌کند).

 دکترینی که به نظر می‌رسد که فرض می‌کند که غایت انسان کنش است- یک اصل رواقی که، نویسنده این نوشته در شصت سالگی خود به اندازه‌ای که در سی سالگی روی آن تأکید داشت آن را توصیه نمی‌کند. اگر پذیرفته شود، که برعکس، کنش غایتی می‌خواهد، و آن غایت باید چیزی از یک توصیف عمومی باشد، پس روح خود قاعده، یعنی این که ما باید به دنبال نتیجه مفاهیم خود باشیم تا به خوبی آنها را درک کنیم، این ما را به سمت چیزی متفاوت از واقعیت‌های عملی هدایت خواهد کرد، یعنی به عقاید کلی که ترجمه درست تفکر ما هستند.
(پیرس، ۱۹۰۲، از " عمل گرایی و پراگماتیسم ") در فرهنگ لغت فلسفه و روانشناسی. چاپ مجدد CP 5.3، ۱۹۰۲).
- گزیده ششم در بیان تکیه قاعده عملگرایی بر موضوع تأمل مفید است، یعنی اینکه می‌شود کل عمل گرایی را چیزی حدود یک روش تأمل خلاصه کرد.

 بنابراین، مطالعه فلسفه شامل تأمل بازتابی است، و عمل گرایی آن روش تأملی است که دائماً هدف خود و هدف ایده‌هایی که تحلیل می‌کند را در نظر می‌گیرد و بررسی می‌کند که آیا این غایت‌ها از جنس ماهیت و کارکردهای کنش است یا ذهنی هستند. نشان داده می‌شود که عمل گرایی جهان بینی نیست بلکه یک روش تأمل است که هدفش شفاف‌سازی ایده‌ها است.
(پیرس، ۱۹۰۲، CP 5.13 توجه داشته باشید ۱).
- گزیده هفتم تأمل متاخری در دریافت عملگرایی است. همراه حس آشفتگی‌ای که تقریباً ملموس است، پیرس سعی دارد قاعده عملگرایی را توجیه کند و تصورات غلط از آن را با نشان دادن تعدادی از برداشت‌های غلط که تداخل سالهای بر روی هم انباشته، تصحیح کند و یک بار دیگر تلاش می‌کند تا در مقابله با اثرات مخرب این اشتباهات، تجویزی کند. وی با یادآوری لحظه لقاح و تولد پراگماتیسم، با توجه به اتفاقات بعدی و سرنوشت محتوم آن، وعده اولیه و چیزهای مورد نظر خود را بازنگری می‌کند. او با اتخاذ شیوه تحلیلیکالبدشناسانه، کالبدشکافی واقعی را از راه‌هایی ارائه می‌دهد که ایده اصلی عملگرایی، با تمام کاربردی که دارد، می‌تواند با پذیرش بد تکه‌تکه توسط کسانی که در ظاهر سرسپرده‌ترین طرفداران این نظریه است به قتل برسد. او در اینجا یعنی سال ۱۹۰۶ یک اعتراف فلسفی که قبلاً - در پنجمین گزیده (در بالا) - در سال ۱۹۰۲ در مورد ارائه اصلی خود در مورد عملگرایی که در سال ۱۸۷۸ انجام داده بود را پس می‌گیرد.

 این استفاده پنج باره از مشتقات درگیرنده باید هدفی داشته باشد. در حقیقت دو هدف داشت. یکی این بود که نشان دهم که من در مورد معنا به صورت چیزی جز مفاد فکری صحبت نمی‌کنم. هدف دیگر این بود که از خطر درک شدن به عنوان کسی که تلاش می‌کند برای تبیین یک مفهوم توسط چیزی جز مفاهیم تلاش می‌کند مثلاتبیین مفهوم از طریق ادراک، تصاویر، طرحواره‌ها جلوگیری شود؛ بنابراین، من به دنبال این نبودم که بگویم کنش‌ها، که بیش از هر چیزی واحد هستند، می‌توانند برسازنده مفاد یا تفسیر مناسب کافی از هرگونه نشانه ای باشند. من عمل را با فیناله سمفونی اندیشه مقایسه کردم، عقیده یک‌نیمه کادانس است. هیچ‌کس تصور نمی‌کند که چند میزان در انتهای یک موومان موسیقی هدف این موومان است. آنها ممکن است نتیجه نهایی آن موومان خوانده شود. اما بدیهی است که این تصویر کاربرد تشریحی ندارد. فقط این را ذکر می‌کنم تا نشان دهم که سوء ظنی که به خودم بعد از خواندن بی دقت مقاله مجله ای که یادم رفته بود داشتم، که یک بیان رواقی عرضه می‌کرد، یعنی یک حالت نام‌گرایانه، ماتریالیستی و صرفاً بی ذوق از تفکر عرضه می‌کرد، کاملاً اشتباه شده بوده‌است.
(پیرس، ۱۹۰۶ ، CP 5.402 نت 3).